# 탁상지

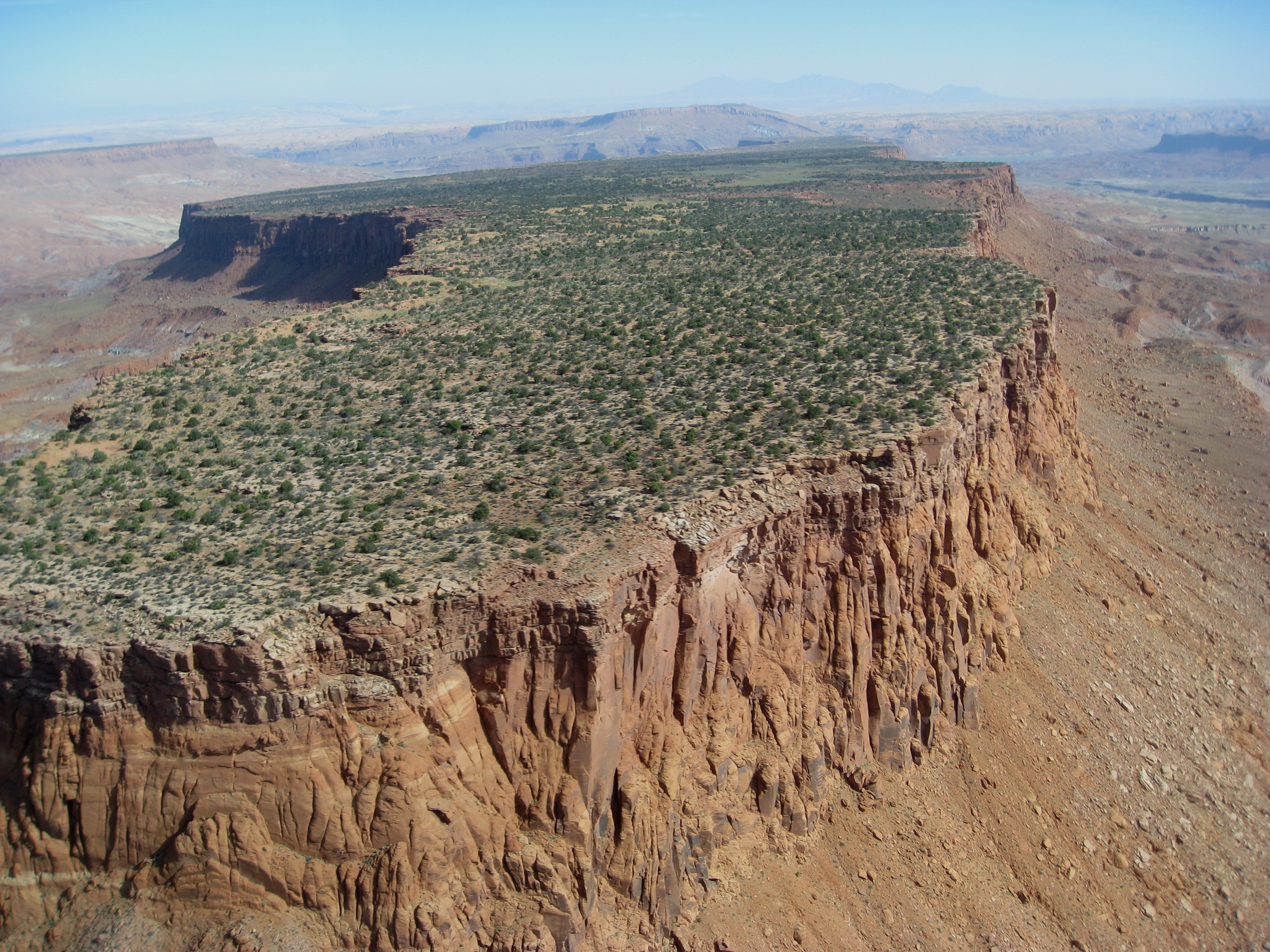
나바호 자치국 모뉴먼트밸리의 메사.

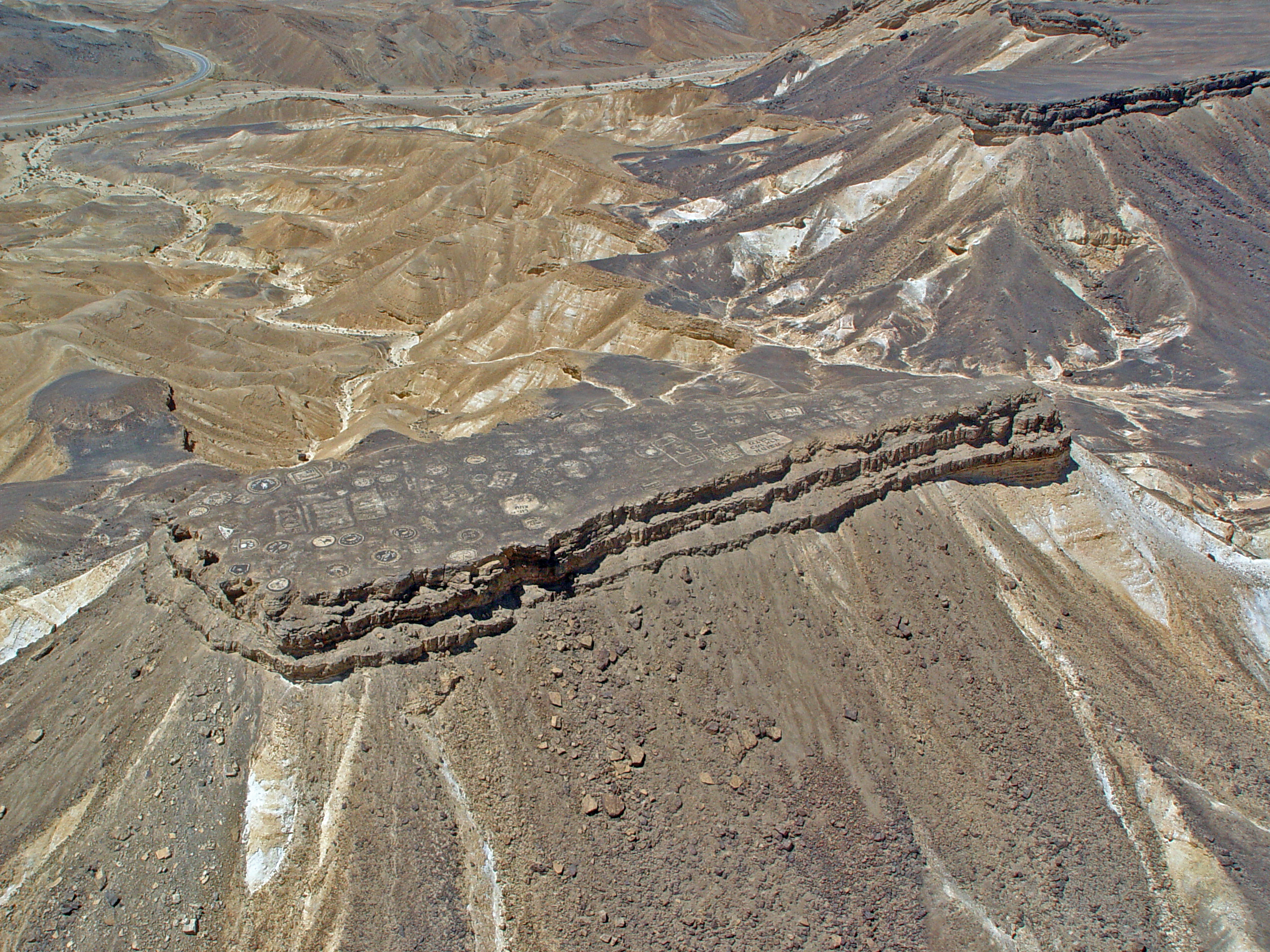
이스라엘의 메사 Har Qatum.

탁상지(卓狀地), 테이블(table) 또는 테이블랜드(tableland)는 꼭대기가 평평한 산의 뷰트이다. 예로써 서부 고지의 중앙시베리아 탁상지, 아라비아반도의 아라비아 고원 등이 저명한 탁상지이다. 대지(臺地)라고도 부른다.
이러한 유형의 탁상지는 수많은 이름을 가지는데 다음을 포함한다:
- 투야(tuya)
- 테푸이
- 메사
- 포트레로(potrero)
- 뷰트(butte)
- 고원
- 하안단구
- 테이블
  - 테이블 힐(Table hill)
  - 테이블 톱 힐(Table-topped hill)
  - 테이블 마운틴(Table mountain)
  - 테이블랜드(tableland)